# 건국실천원양성소
건국실천원양성소(建國實踐員養成所)는 백범 김구가 국가재건의 인재양성을 위해 1947년 3월 20일 설립한 단체이다. 설립 당시의 명예소장은 이승만, 소장은 김구, 이사장은 장형이었다. 당시 본부는 서울특별시 용산구 원효로의 원효사였으며, 김구 암살 후인 1949년 8월 23일 건국실천원양성소는 해체되었고 1949년 9월 홍익대학교가 원효사를 인수하였다.

## 활동

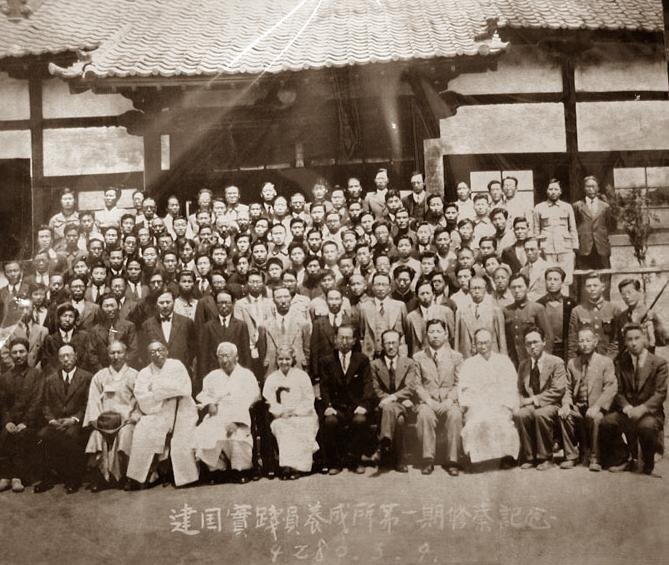
건국실천원양성소 1기 수업식 기념사진
서울 용산구 원효로 원효사(1947년 3월 9일)

독립운동 과정 중 복국의 단계에서 광복군(光復軍)이 필요했던 것처럼, 건국의 단계에서는 건국의 동량이 필요했고, 이 필요에 의하여 1947년 3월 양성소가 설립되었다.
명예소장에 이승만, 소장에 김구, 이사장에는 장형으로 출발한 이 양성소는 전국 각지의 우수한 애국청년들을 선발하여 건국운동의 중견 일꾼으로 양성하고자 교육을 시켰다. 이러한 인재 양성의 발상은 청년들이 국가를 건설하는 데 매우 중요한 구실을 한다는 김구 개인의 신념에서 나왔다.
당시 교육계에 투신하고 있었던 장형은 김구과 각별한 관계로 김구의 통일정부수립 노선을 지지하고 있었던 차에 김구가 건국실천원양성소를 설립하자 이사장으로 재정적 지원을 하며, 소장 김구와 함께 운영까지 하기에 이르렀다.
양성소의 매기 교육 인원은 100명 내외였다. 교육기간은 제1기가 2개월이었고, 제2기부터 마지막 교육을 받은 제9기까지는 1개월이었다. 교육내용은 독립운동사·정치·경제·법률·헌법·역사·선전·민족문화·국민운동·철학·약소민족문제·농촌문제·협동조합·사회학·공산주의 비판·여성문제 등과 특별강의였다.
강사는 조소앙(趙素昻)·조완구(趙琬九)·신익희(申翼熙)·지청천(池靑天)·나재하(羅在夏)·김성주(金成柱)·김경수(金敬洙)·최호진(崔虎鎭)·김정실(金正實)·양주동(梁柱東)·민영규(閔泳珪)·엄상섭(嚴詳燮)·엄항섭(嚴恒燮)·김학규(金學奎)·설의식(薛義植)·김기석(金基錫)·이상조(李相助)·주석균(朱碩均)·홍병선(洪秉璇)·김하선(金昰善)·김석길(金錫吉)·안재홍(安在鴻)·정인보(鄭寅普)·황기성(黃基成)·이인(李仁)·김활란(金活蘭)·김법린(金法麟)·박순천(朴順天)·이은상(李殷相) 등 각계의 인사들이었다.
한편 1946년 초 신익희는 미소공동위원회에 참가할 것을 한국독립당 중앙당에 건의하기도 하였으나, 받아들여지지 않았다. 1946년 6월 23일, 신익희는 한국독립당 서울시 지구당 위원장 직을 사퇴하고 탈당하였다. 1947년 7월 이후에는 임시정부 측과 노선을 달리하였으며, 임시정부를 이탈, 이승만을 총재로 하는 독립촉성국민회로 갔다. 그리고 1947년 7월 신익희는 독립촉성국민회 부총재가 되었다.
즉, 신익희가 임시정부와 한국독립당을 떠나 이승만측과 연합하자, 이를 임시정부와 김구에 대한 '배신'이라 여겼던 장형은 신익희와는 더 이상 임시정부의 정신을 함께 이을 수 있는 동지가 아니라고 생각하였다.

## 구성 및 해체
건국실천원양성소는 1947년 국가를 건설하기 위한 인재 양성을 목적으로 설립한 단체로 대한민국 임시정부 주석이었던 김구(金九)가 귀국한 뒤 국가 건설에 따른 인재의 필요성을 느껴 서울시 용산구 원효로에 있던 원효사를 본부로 설립하였다.
이 단체는 김구의 자주정부 수립을 위한 준비의 일환으로, 임시정부가 1940년 9월 충칭(重慶)에서 제정, 공포한 ＜대한민국건국강령＞을 기초로 하였다.
건국강령은 제1장 총칙, 제2장 복국(復國), 제3장 건국으로 구성되었고, 그 내용은 정치·경제·교육의 균등한 발전을 통하여 복국(復國), 건국(建國), 치국(治國), 더 나아가서는 구세(救世)의 이상을 실현하고자 한 삼균주의(三均主義)를 바탕으로 하였다.
당시 장형은 국민대학의 이사장까지 겸임하고 있었는데, 이사장 직함을 내던지고 신익희와 결별을 선언하였다. 결국 장형은 임시정부와 김구의 독립정신을 계승하는 대학을 별도로 설립키로 했다. 당시 박기홍(朴基鴻, 장훈보통학교(長薰普通學校) 전 이사장)의 미망인였던 조희재 여사가 이에 적극 찬동하고, 80만평의 토지를 기증하였다. 장형은 이를 기반으로 대학설립을 추진, 1947년 11월 1일 정식 설립인가를 받고 단국대학을 설립하였다.
이러던 차에 1949년 6월 26일 한국독립당 당수 김구가 육군포병소위 안두희(安斗熙)에게 권총으로 살해된 김구암살사건(金九暗殺事件)이 발생하여 김구가 암살된 후, 1949년 8월 23일 건국실천원양성소는 해체되고 건물 원효사는 1949년 9월 홍익대학교에 인수됐다.

## 역사성
건국실천원양성소는 1946년 12월 8일 대중신문(동아일보)에서 '김구 선생이 진두에 서서 건국실천원양성소를 기성'이라는 제목의 기사를 발행하였는데 건국실천원양성소는 대한민국 임시정부 주석이었던 김구 선생이 귀국한 이후 국가 건설에 따른 인재의 필요성을 느껴 건국실천원양성소 설립준비를 착수해 1947년 3월 20일 서울시 용산구 원효로에 있던 원효사를 본부로 정식으로 설립한 인재양성단체였다.

## 같이 보기
- 김구
- 장형
- 이승만